# Klooga
Klooga (Duits: Lodensee) is een plaats in de Estlandse gemeente Lääne-Harju, provincie Harjumaa. De plaats heeft de status van vlek (Estisch: alevik).
Tot in oktober 2017 behoorde Klooga tot de gemeente Keila vald. In die maand ging Keila vald op in de gemeente Lääne-Harju.
Klooga heeft twee stations aan de spoorlijn Tallinn - Paldiski: station Klooga en station Klooga-Aedlinn. Bij Klooga takt de spoorlijn Klooga - Kloogaranna af van de spoorlijn Tallinn - Paldiski. Bij Klooga ligt het meer Klooga järv (1,3 km²). Aan de noordkant van Klooga ligt nog een tweede, veel kleiner meer, het Soodajärv (5,2 ha).

## Bevolking
De plaats had 1203 inwoners op 31 december 2011 en 1024 inwoners op 31 december 2021.

## Geschiedenis
Klooga werd voor het eerst genoemd in 1457 als het landgoed Lodenzee. In 1504 was dat Lodensee geworden. De naam komt van de familie von Lode, die vóór die tijd landerijen in de omgeving van Klooga bezat. Tussen 1662 en het eind van de 19e eeuw was het landgoed in handen van de familie von Klugen. Daarvan is de Estische naam Klooga afgeleid. Onder de von Klugens kreeg Klooga een station aan de in 1870 geopende spoorlijn Tallinn - Paldiski en ontwikkelde Kloogaranna zich tot badplaats. In 1913 kwam het landgoed in handen van de familie von Krusenstern. Axel von Krusenstern was de laatste eigenaar voor het landgoed in 1919 door het het onafhankelijk geworden Estland werd onteigend.
Het landhuis staat aan de oever van het Klooga järv. Het is gebouwd in 1794, maar bij de bouw zijn waarschijnlijk delen van het voorgaande landhuis hergebruikt. Na de Tweede Wereldoorlog nam het Rode Leger het landhuis in gebruik. Toen de militairen in 1992 vertrokken, richtten ze vernielingen aan. Zo werd bijvoorbeeld het dak gesloopt. Het landhuis is nog steeds een ruïne, al heeft de nieuwe, particuliere eigenaar er wel een nieuw dak op laten zetten.

## Concentratiekamp Klooga
In september 1943, de tijd van de Duitse bezetting, werd bij Klooga een concentratiekamp ingericht als bijkamp van het concentratiekamp Vaivara. In Klooga hebben ca. 3000 mensen gevangen gezeten; de gemiddelde bezetting was tussen 1800 en 2100 mensen. De meeste gevangenen waren Joden, die waren overgebracht vanuit Litouwen en het concentratiekamp Salaspils. Een kleine meerderheid van de gevangenen was vrouw. De gevangenen werden onder leiding van de Organisation Todt ingezet in de bosbouw of de productie van apparatuur voor de Duitse oorlogsindustrie. Commandant was SS-Untersturmführer Wilhelm Werle. De meeste bewakers waren Esten, geleverd door de 20. Waffen-Grenadier-Division der SS (estnische Nr. 1).
In september 1944 bracht het oprukkende Rode Leger de Duitsers in het Baltische gebied steeds meer in het nauw. Op 17 september gaf de legerleiding het bevel Estland te ontruimen. Op 19 september arriveerde een speciaal commando in Klooga. Eerst moesten enkele sterke mannen onder de gevangenen hout opstapelen tot brandstapels. Om vijf uur 's middags moest de complete bevolking van het kamp, ca. 2000 gevangenen, met het hoofd omlaag op de brandstapels gaan liggen. Ze werden afgemaakt met een schot in het achterhoofd. Ook mensen die probeerden te ontsnappen werden afgeschoten. Toen het donker werd, werden de brandstapels aangestoken. Een klein aantal gevangenen werd vermoord in een houten barak, die ook in brand werd gestoken. De moorden werden begaan door Duitse SS'ers, maar de Estische bewakers bleven op hun post. Een aantal gevangenen, 80 tot 100, slaagden erin zich te verstoppen en overleefden zo de massamoord. Dezelfde nacht nog vertrokken alle Duitse en Estische SS'ers. Toen het Rode Leger op 22 september Klooga bereikte, troffen de militairen ook stapels lijken aan die nog niet of nog maar half verbrand waren. Op 7 oktober 1944 werden de vermoorden begraven in een massagraf dat was gegraven door Duitse krijgsgevangenen.
Al in 1951 werd op het terrein van het voormalige concentratiekamp een gedenkplaats ingericht. In 2013 werd de gedenkplaats omgezet in een permanente openluchttentoonstelling over de holocaust.

## Foto's

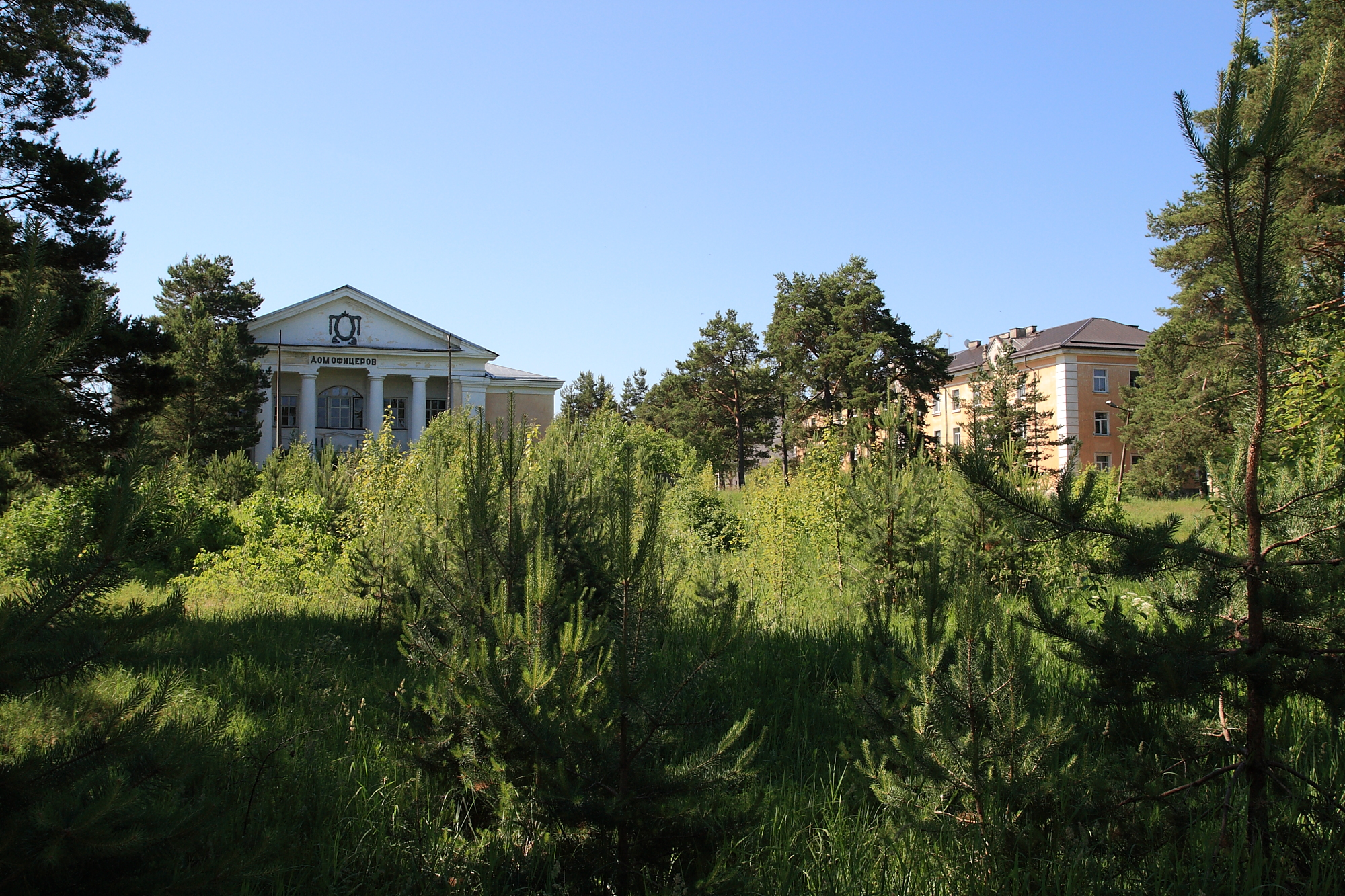
De groene omgeving van Klooga
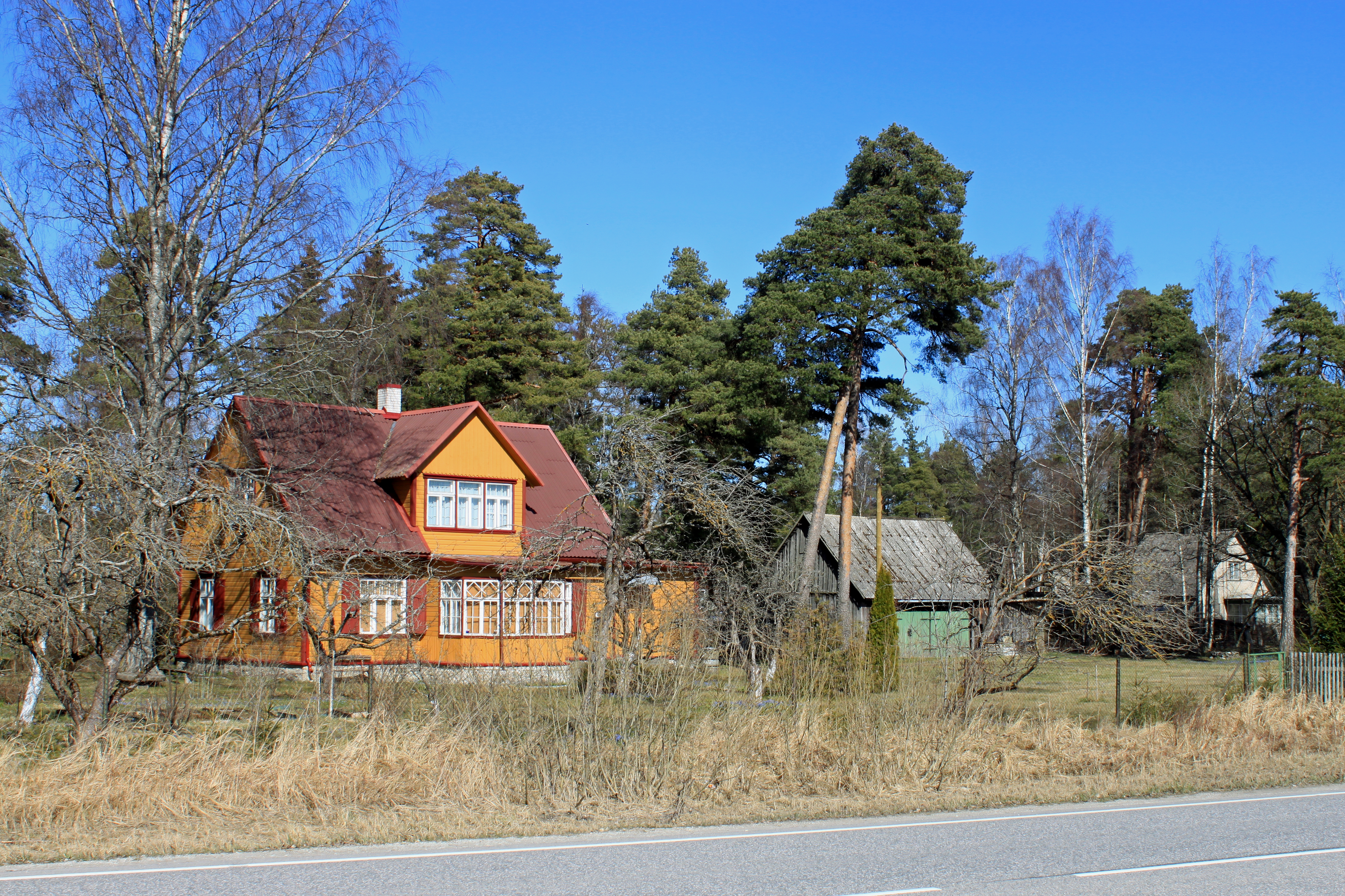
Houten huis
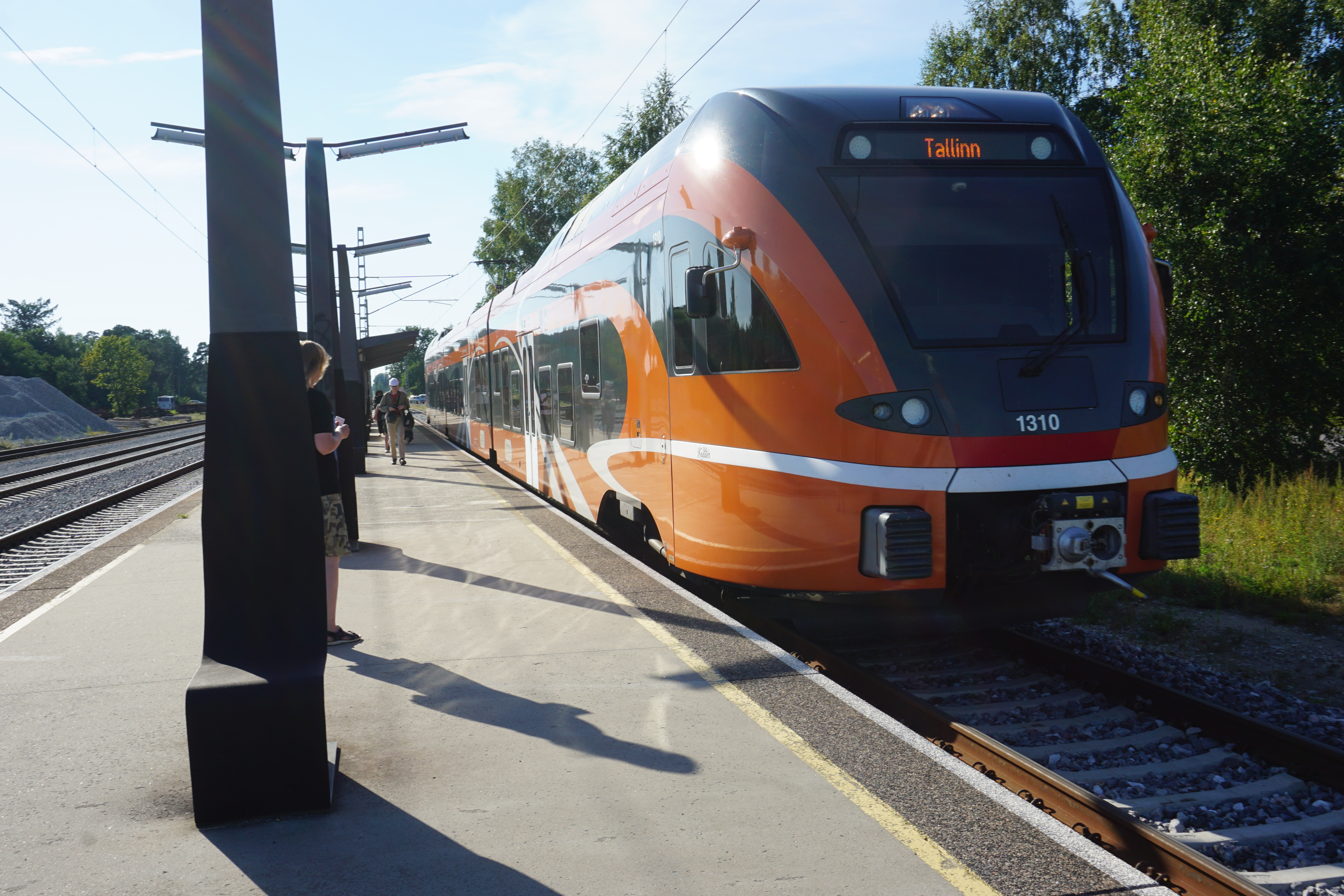
Trein op het station van Klooga
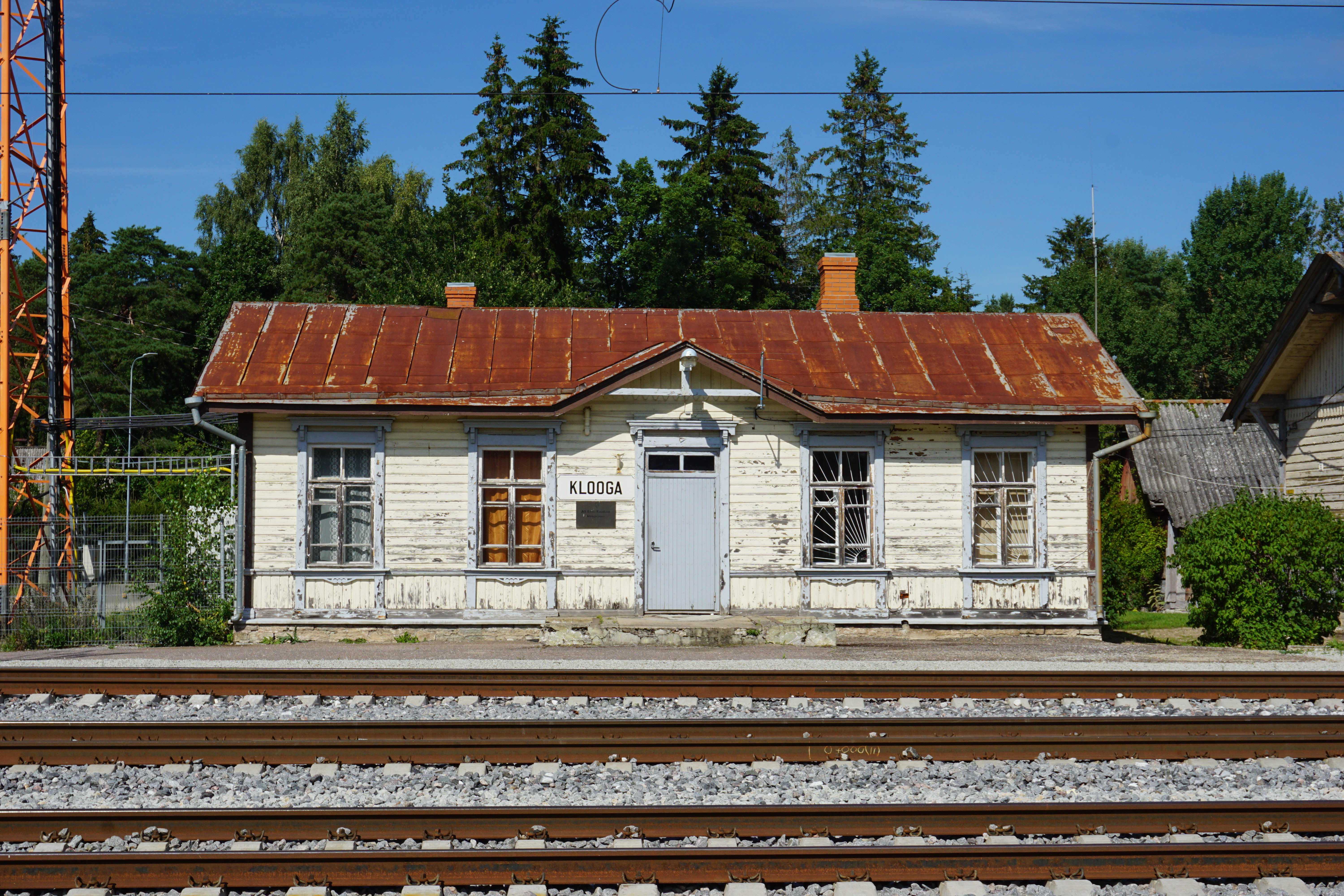
Het vroegere stationsgebouw
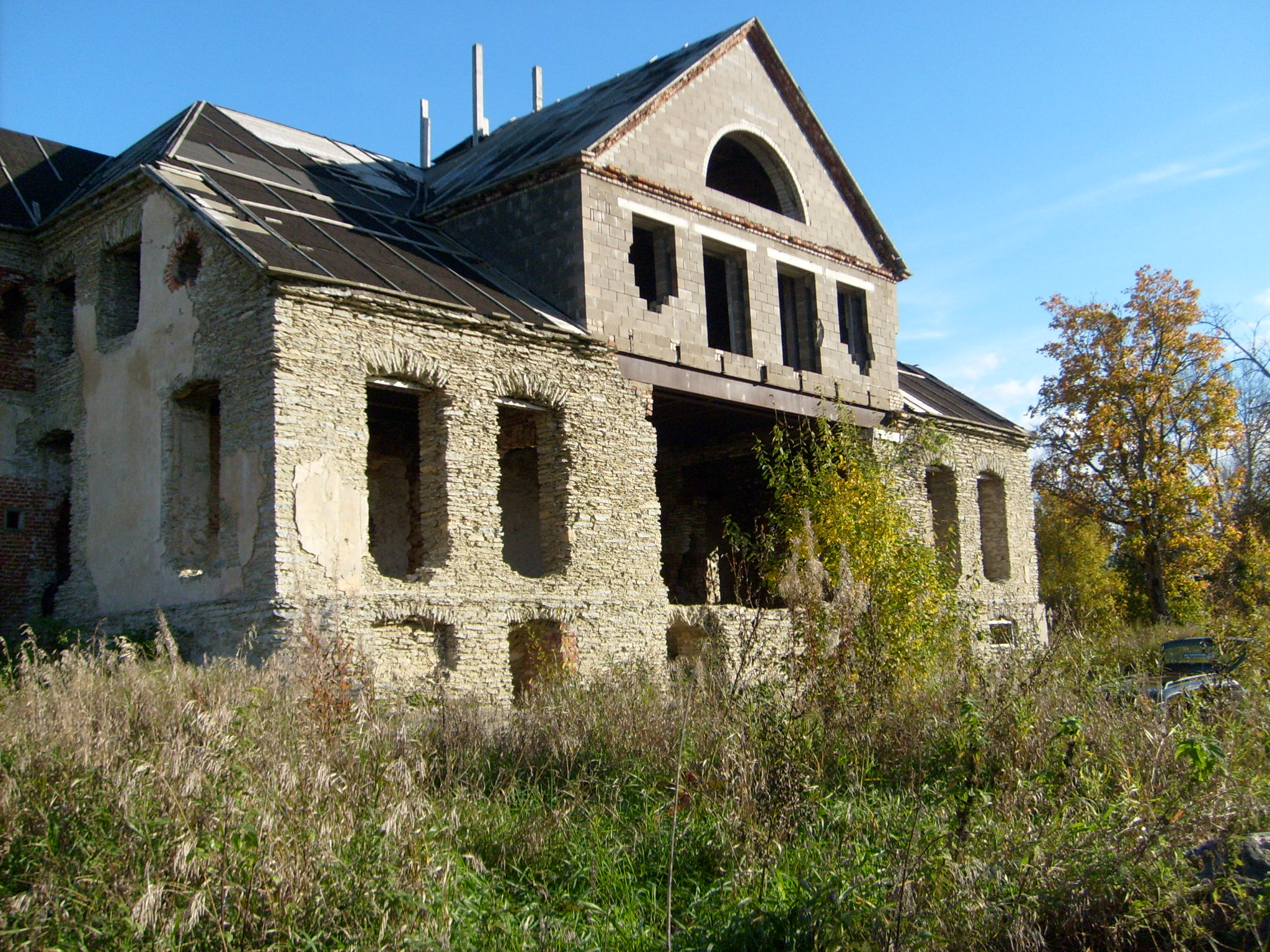
Het landhuis van Klooga
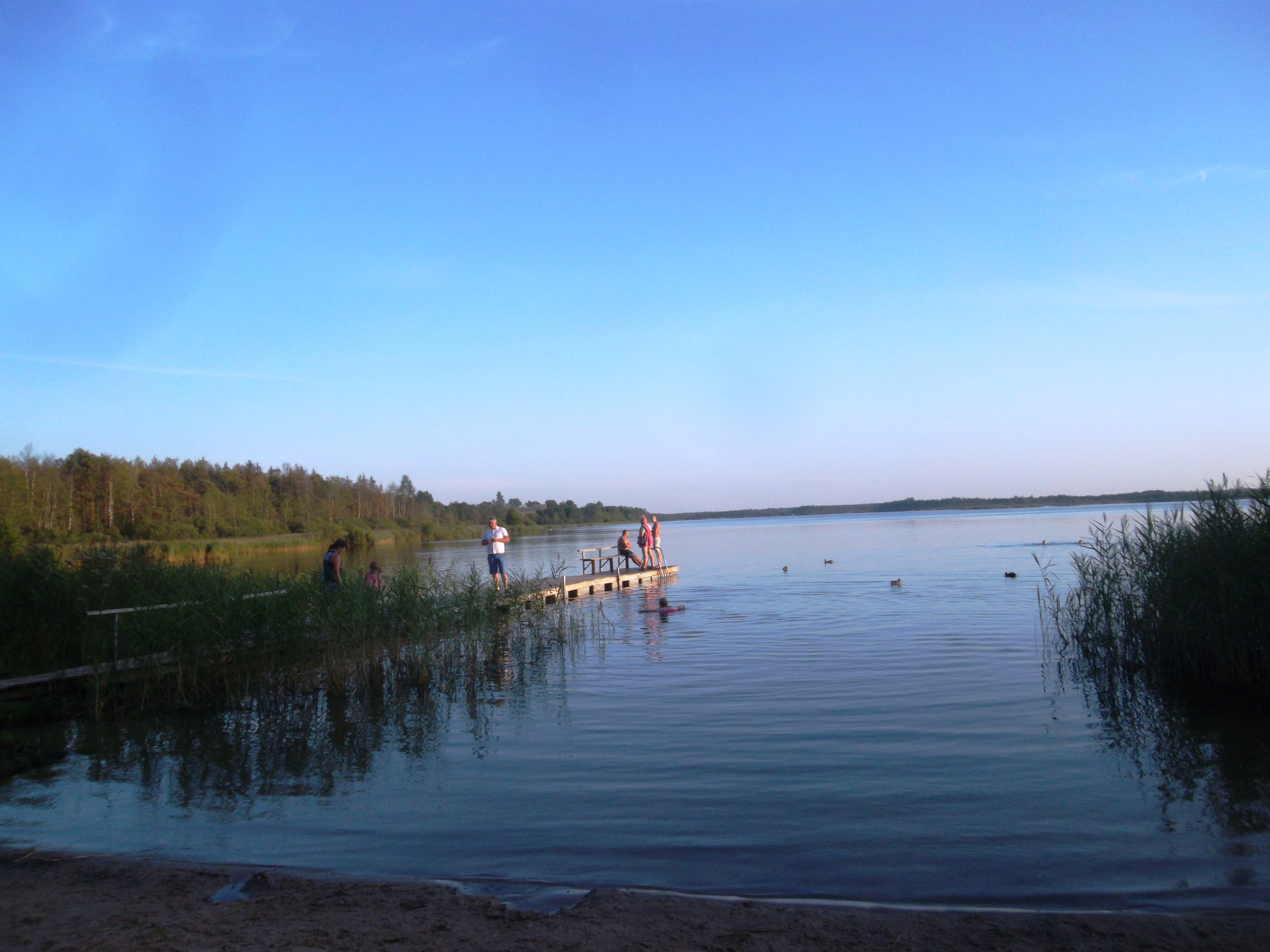
Het Klooga järv
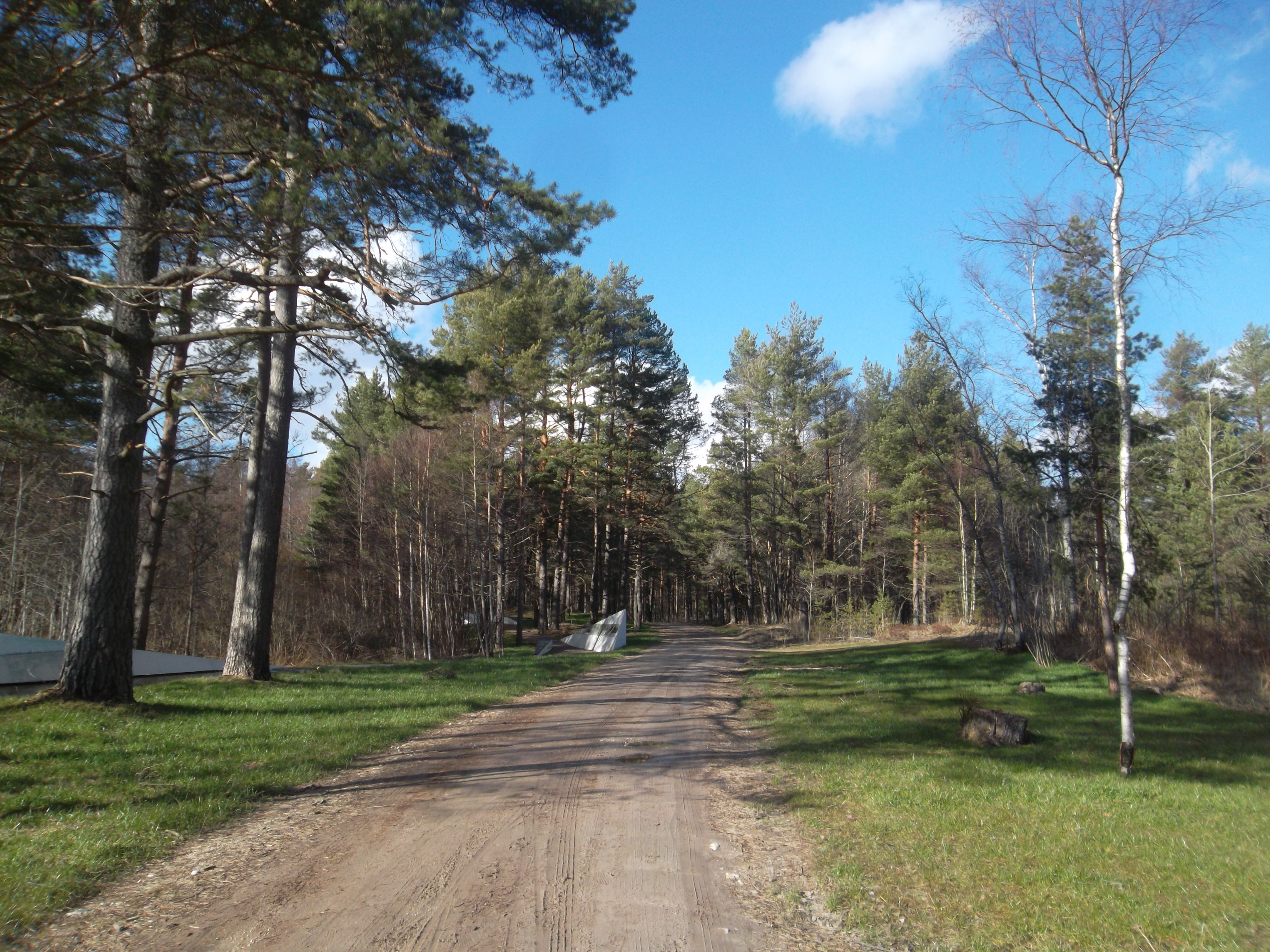
Het terrein waar het concentratiekamp heeft gelegen
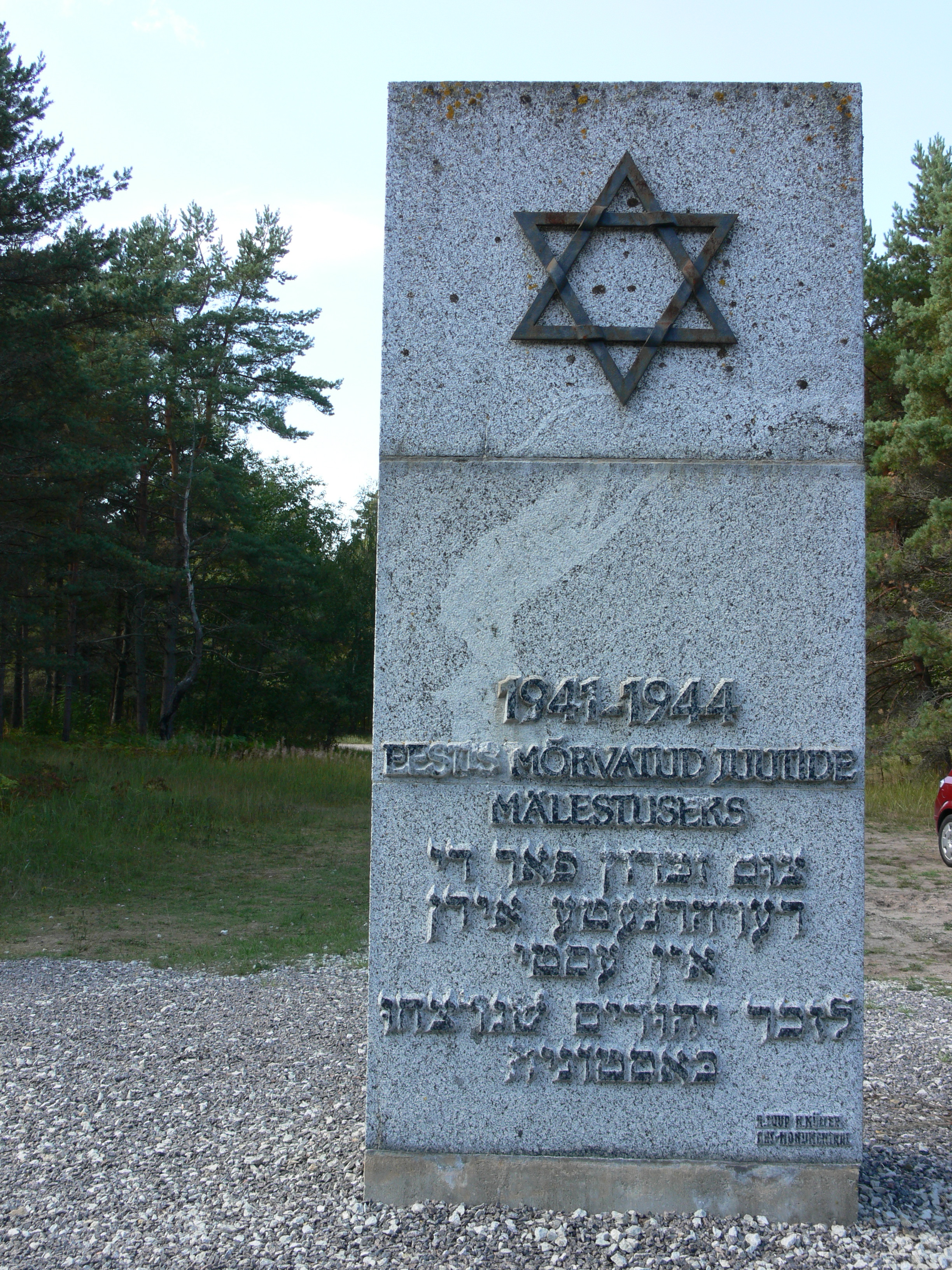
Monument ter herinnering aan het kamp